# Ranxo

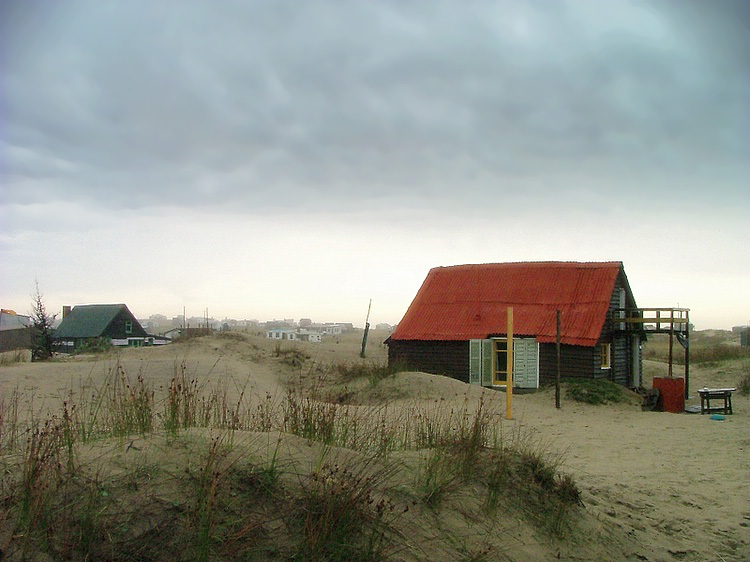
Ranxos de l'Uruguai

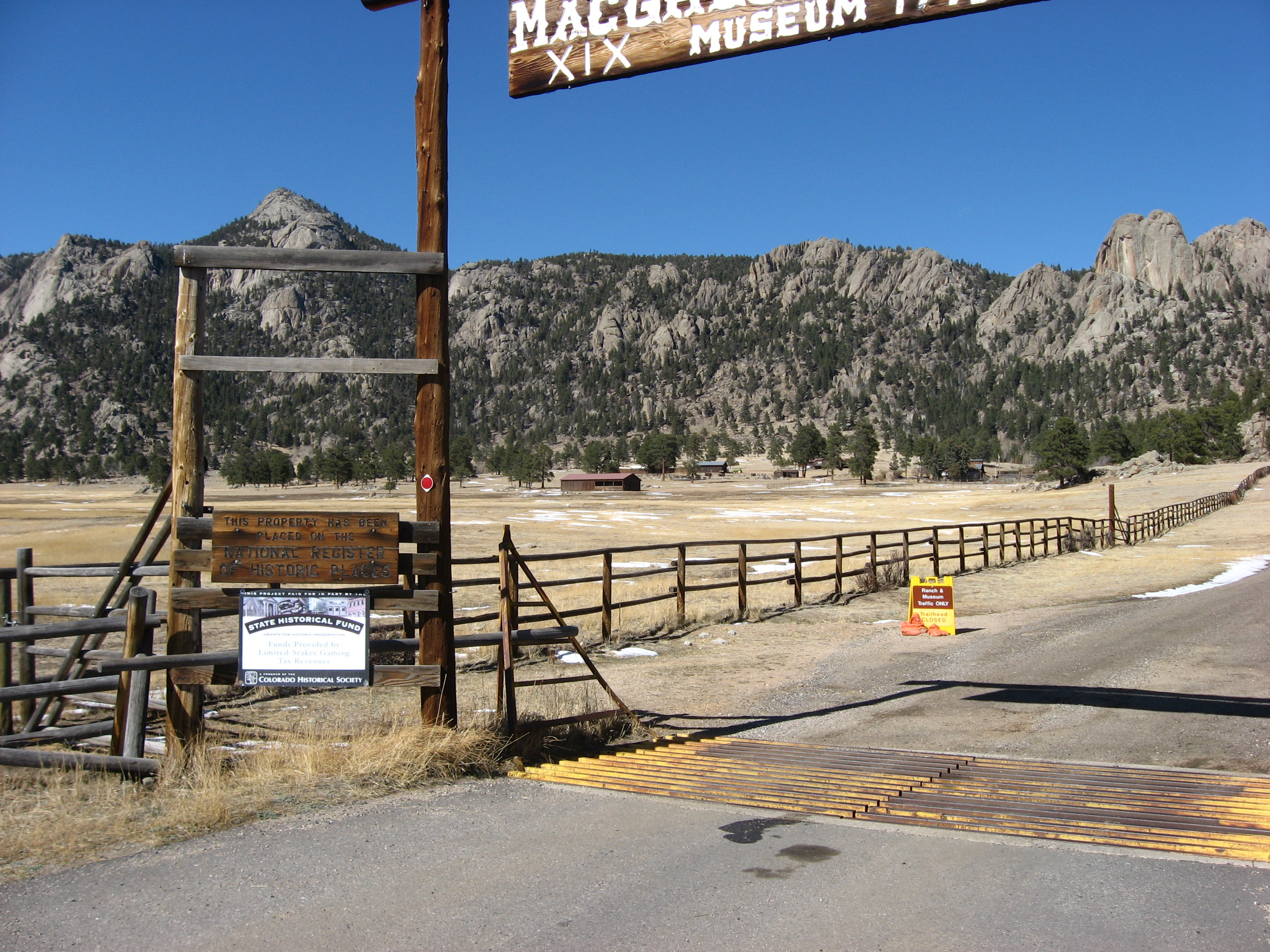
Ranxo MacGregor a Colorado, EUA

El ranxo era l'habitatge rural per antonomàsia en àmplies zones d'Amèrica, com Argentina, el Paraguai, l'Uruguai, el Brasil, Mèxic i fins i tot Bolívia, de característiques gairebé sempre humils.

## Arquitectura
Encara que el nou tipus d'habitatge a Amèrica es construïa amb idèntics materials i tecnologia a l'utilitzat en les barraques indígenes, va prendre el seu nom d'una paraula espanyola. El gautxo, amb freqüència descendent d'indi i espanyol, va agafar una mica de cadascun per construir el seu habitatge d'acord amb les seves necessitats.
Aquest habitatge era de chorizo i de palla quinchada. El chorizo és una argamassa de fang i palla (tova) amb la que es construïen les parets. Pel sostre s'utilitzava la palla quinchada: manats de palla lligats amb un jonc a un quincho, d'aquí ve el nom.
L'estructura de la construcció era senzilla: quatre cantoneres de fusta com si fossin pilastres a les quatre cantonades, amb les seves bases enterrades fermament i, unides a aquestes, conformant la coberta, dues bigues inclinades que formen els mojinetes (triangulars) i, finalment, la biga de carener a la zona superior de la coberta.
És un habitatge amb una coberta a dues aigües, al capdavant triangular (el mojinete), que porta una biga principal de carener; entre aquesta i les parets costaneres, es recolzen les tisores, a banda i banda, que sobresurten un tros per formar el ràfec; sobre les tisores van, horitzontal i paral·lelament, les canyes o branques de salze, que sustenten la palla quinchada del sostre.
Preparada així l'estructura, s'aixequen les parets exteriors, es posa el sostre i es col·loquen portes i finestres que, al principi, eren simplement buits, després de cuir, i molt posteriorment de fusta.

## Cases
Al camp, en referir-se a l'habitatge, no usen el singular. Es diu, encara que sigui una sola casa completament aïllada del veïnat: les cases. Aquest costum es devia, possiblement, al fet que els primers establiments enmig del camp, malgrat ser d'un mateix propietari, estaven formats per altres dos cossos d'edifici, destinats a un ús diferent. Per això els gautxos deien les cases, modisme que encara s'utilitza.